# Jac. van der Linden
Jac. van der Linden (1928) is een Nederlands voormalig politicus van de KVP en later het CDA.
Hij was langere tijd lid van de gemeenteraad van Vlaardingen waar hij van 1970 tot 1974 ook wethouder is geweest. Ook na zijn wethouderschap was Van der Linden lid van de Rijnmondraad voor hij in oktober 1977 benoemd werd tot burgemeester van Bleiswijk. In maart 1993 ging hij daar met pensioen.